# Танет
Танет (англ. Thanet) — неметрополитенский район (англ. non-metropolitan district) в графстве Кент (Англия). Административный центр — город Маргит.

## География

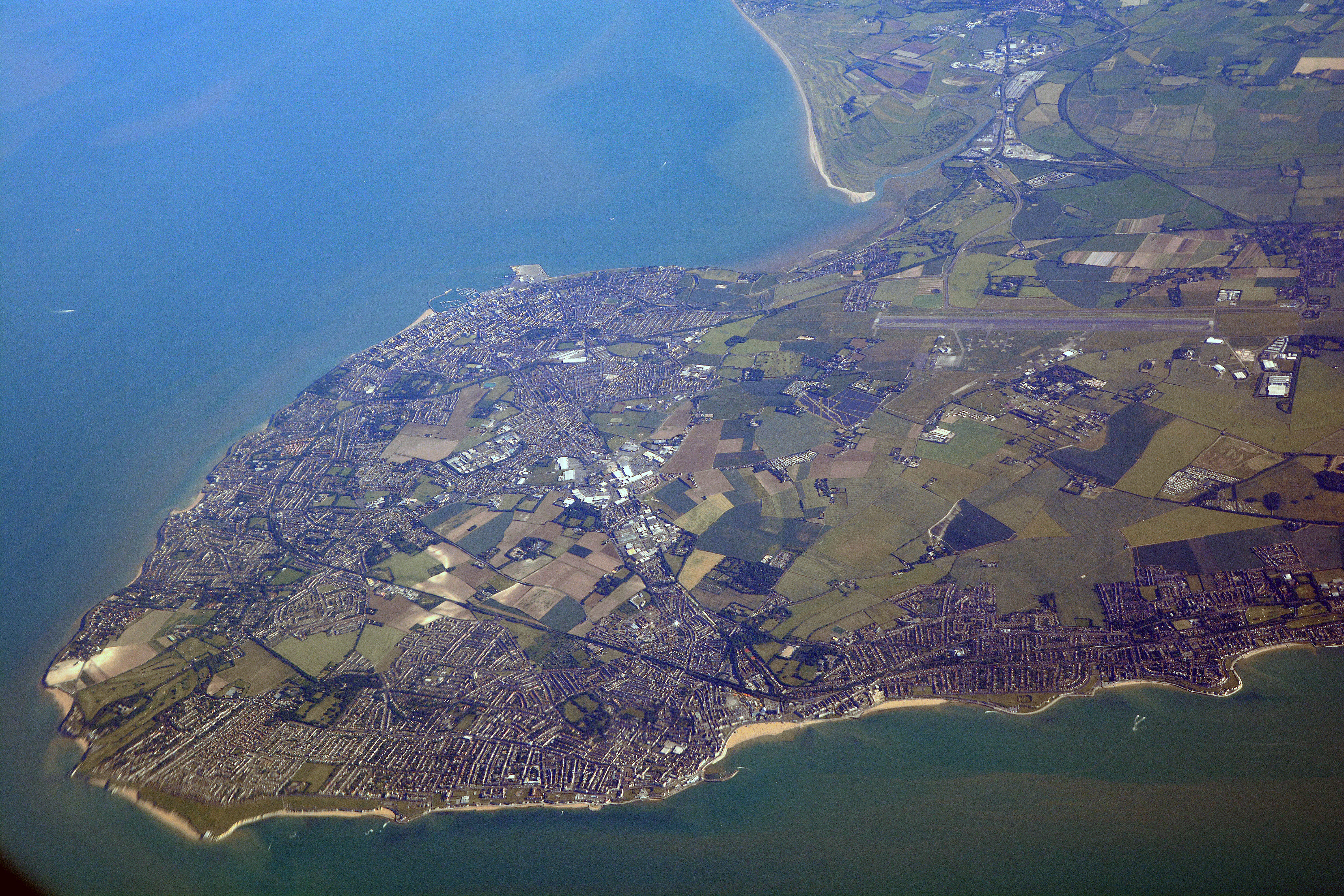
Вид с воздуха

Район расположен в северо-восточной части графства Кент на побережье Северного моря.
Значительную часть района составляет бывший остров (англ. Isle of Thanet), соединившийся с берегом из-за заиления разделявшего их пролива (Wantsum Channel). Этот пролив оставался проходимым для лодок до 16 века. По имени этого острова назван танетский век палеоценовой эпохи палеогенового периода.

## Состав
В состав района входят 3 города:
- Бродстейрс
- Маргит
- Рамсгит

и 9 общин (англ. civil parish):
- Акол
- Берчингтон
- Бродстейрс-энд-Сейнт-Питерс
- Клифсенд
- Манстон
- Минстер
- Монктон
- Сар
- Сейнт-Николас-Эт-Уэйд